# Codex Alexandrinus

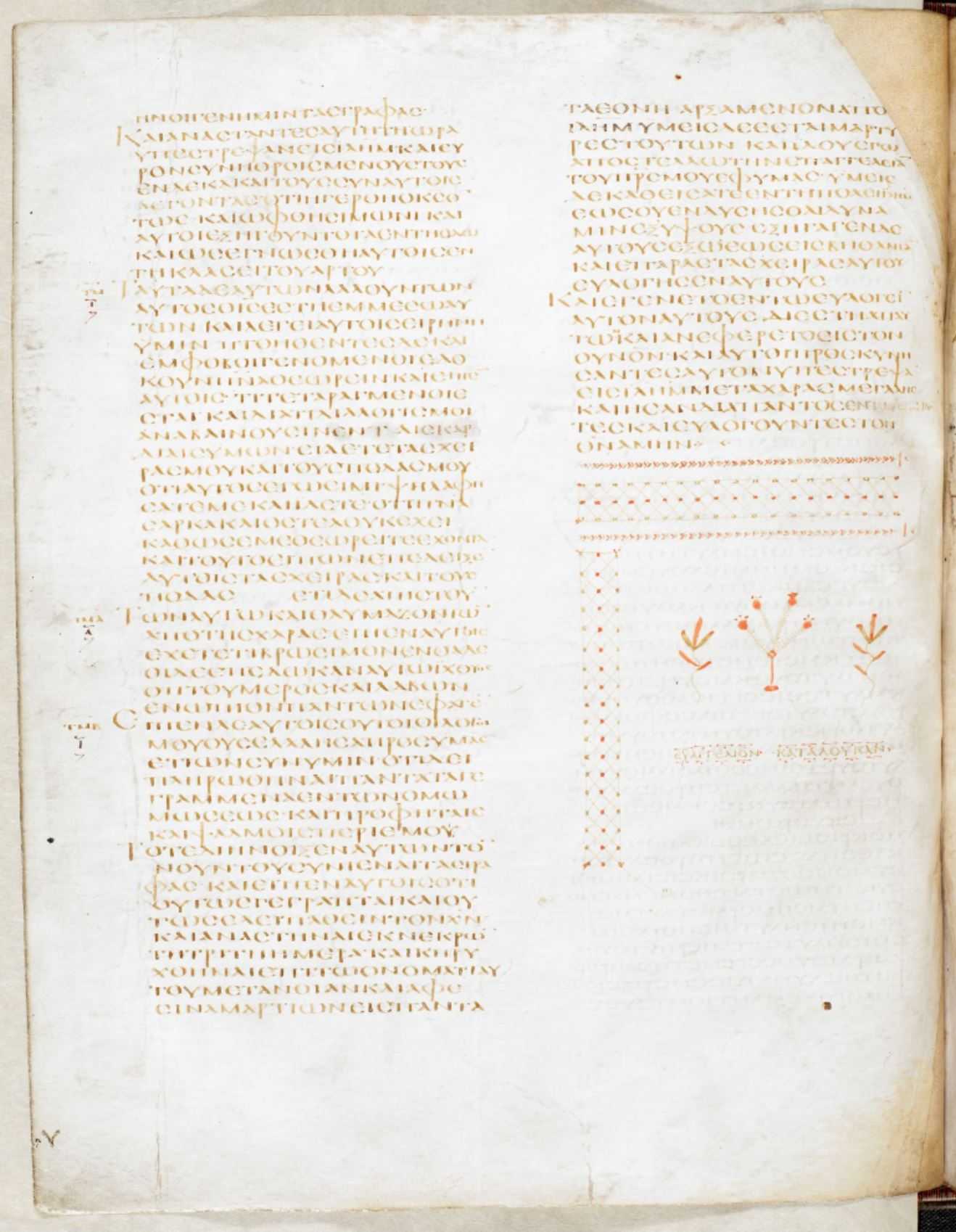
A Codex Alexandrinus 41v fóliója, mely a Lukács evangéliuma végét tartalmazza. Megfigyelhető a képen a minden bibliai könyv végét díszítő motívum is.

A Codex Alexandrinus, másképp az Alexandriai kódex, egy a Kr. u. V. századból származó görög nyelvű kézirat, a Codex Vaticanus és a Codex Sinaiticus mellett a Biblia legrégibb és legtekintélyesebb kéziratainak egyike. Eredetileg az alexandriai pátriárka könyvtárában őrizték, innen kapta a nevét. Feltehetőleg a készítési helye is Egyiptom volt. A kódex jelölése a szakirodalomban: A vagy 02. 
A 773 fennmaradt fólión kisebb hiányoktól eltekintve a Biblia katolikus kánon szerinti teljes görög szövege, ezen belül a Szeptuaginta-féle Ószövetség olvasható. Az Újszövetség 143 foliót tesz ki. A kódex hézagosan tartalmazza a Máté és János evangéliumát, valamint  a Korintusiaknak írt 2. levelet. A szentírási könyveken kívül tartalmazza Római Szent Kelemen pápa levelét, valamint egy homíliát, mely Kelemen 2. levele címet viseli.
A kódex mérete 32,1x26,4 cm. A szöveg két oszlopba, oszloponként 46-52 sorba, barna tintával íródott.
Az evangéliumok szövege a bizánci, a levelek szövege az alexandriai szövegcsaládba tartozik. Folyamatosan írt szöveget tartalmaz (scriptio continua), az ószövetségi idézeteket jelzi. Úgy tűnik, hogy 5 kéz dolgozott rajta, az Ószövetségen 2, az Újszövetségen 3.
A Codex Alexandrinus volt az első nagybetűs kódex, mely világszerte ismert volt. Amikor Cyril Lucar, alexandriai pátriárka Konstantinápolyba költözött, magával vitte ezt a kódexet. Ő ajándékozta I. Jakab angol királynak, aki mielőtt átvehette volna, meghalt. Így kapta meg 1627-ben I. Károly angol király. A kódex a British Museum egyik büszkesége volt. 1973-ban a British Library kivált a British Museumból, így most a könyvtár őrzi a Codex Sinaiticusszal együtt ezt a kódexet is.